# Giordania ai Giochi della XXXII Olimpiade
La Giordania ha partecipato ai Giochi della XXXII Olimpiade, che si sono svolti a Tokyo, Giappone, dal 23 luglio all'8 agosto 2021 (inizialmente previsti dal 24 luglio al 9 agosto 2020 ma posticipati per la pandemia di COVID-19) con quattordici atleti, dieci uomini e quattro donne.
Si è trattata della decima partecipazione di questo paese ai Giochi estivi.

## Medaglie
| Riepilogo quotidiano | Riepilogo quotidiano | Riepilogo quotidiano | Riepilogo quotidiano | Riepilogo quotidiano | Riepilogo quotidiano | Riepilogo quotidiano |
| -------------------- | -------------------- | -------------------- | -------------------- | -------------------- | -------------------- | -------------------- |
| Giorno               | Data                 |                      |                      |                      | Totale               |                      |
| 3º                   | 26                   | 0                    | 1                    | 0                    | 1                    |                      |
| 13º                  | 5                    | 0                    | 0                    | 1                    | 1                    |                      |
| Totale               | Totale               | 0                    | 1                    | 1                    | 2                    |                      |

### Medagliere per disciplina
| Sport     | Oro | Argento | Bronzo | Totale |
| --------- | --- | ------- | ------ | ------ |
| Taekwondo | 0   | 1       | 0      | 1      |
| Karate    | 0   | 0       | 1      | 1      |
| Totale    | 0   | 1       | 1      | 2      |

### Medaglie
| Medaglia | Nome                   | Sport     | Evento         |
| -------- | ---------------------- | --------- | -------------- |
| Argento  | Saleh El-Sharabaty     | Taekwondo | 80 kg maschile |
| Bronzo   | Abdelrahman Al-Masatfa | Karate    | 67 kg maschile |

## Delegazione
| Sport            | Uomini | Donne | Totale |
| ---------------- | ------ | ----- | ------ |
| Atletica leggera | 0      | 1     | 1      |
| Equitazione      | 1      | 0     | 1      |
| Judo             | 1      | 0     | 1      |
| Karate           | 1      | 0     | 1      |
| Nuoto            | 1      | 1     | 2      |
| Pugilato         | 5      | 0     | 5      |
| Taekwondo        | 1      | 1     | 2      |
| Tiro             | 0      | 1     | 1      |
| Totale           | 10     | 4     | 14     |

## Risultati

### Atletica leggera
| Q | Qualificato al turno successivo per la posizione in qualificazione                                                           |
| q | Qualificato per il turno successivo per ripescaggio o, negli eventi su campo, conquistando la misura minima per qualificarsi |

Eventi su pista e strada
| Atleta        | Evento          | Batteria  | Batteria  | Semifinale      | Semifinale      | Finale          | Finale          |
| Atleta        | Evento          | Risultato | Posizione | Risultato       | Posizione       | Risultato       | Posizione       |
| ------------- | --------------- | --------- | --------- | --------------- | --------------- | --------------- | --------------- |
| Aliya Boshnak | 400 m femminili | DSQ       | DSQ       | Non qualificata | Non qualificata | Non qualificata | Non qualificata |

### Equitazione

#### Salto ostacoli
| Atleta           | Cavallo  | Evento      | Qualificazione | Qualificazione | Finale          | Finale          | Jump-off        | Jump-off        |
| Atleta           | Cavallo  | Evento      | Penalità       | Pos.           | Penalità        | Pos.            | Penalità        | Pos.            |
| ---------------- | -------- | ----------- | -------------- | -------------- | --------------- | --------------- | --------------- | --------------- |
| Ibrahim Bisharat | Blushing | Individuale | Ritirato       | Ritirato       | Non qualificato | Non qualificato | Non qualificato | Non qualificato |

### Judo
| Atleta            | Evento         | 32-esimi             | 16-esimi             | Quarti               | Semifinali           | Ripescaggio          | Finale               | Pos.            |                 |
| Atleta            | Evento         | Avversario Punteggio | Avversario Punteggio | Avversario Punteggio | Avversario Punteggio | Avversario Punteggio | Avversario Punteggio | Pos.            |                 |
| ----------------- | -------------- | -------------------- | -------------------- | -------------------- | -------------------- | -------------------- | -------------------- | --------------- | --------------- |
| Younis Eyal Slman | 73 kg maschile | Çiloğlu P 00–10      | Non qualificato      | Non qualificato      | Non qualificato      | Non qualificato      | Non qualificato      | Non qualificato | Non qualificato |

### Karate
Kumite
| Atleta                 | Evento         | Girone               | Girone               | Girone               | Girone               | Girone | Semifinali           | Finale               | Pos. |
| Atleta                 | Evento         | Avversario Punteggio | Avversario Punteggio | Avversario Punteggio | Avversario Punteggio | Pos.   | Avversario Punteggio | Avversario Punteggio | Pos. |
| ---------------------- | -------------- | -------------------- | -------------------- | -------------------- | -------------------- | ------ | -------------------- | -------------------- | ---- |
| Abdelrahman Al-Masatfa | 67 kg maschile | Kalniņš V 8-3        | Da Costa V 7-4       | Derafshipour V 3-0   | Madera V 4-1         | 1ª Q   | Şamdan P 0-2         | Non qualificato      |      |

### Nuoto
Maschile
| Atleta        | Evento                      | Batterie | Batterie  | Semifinali      | Semifinali      | Finale          | Finale          |
| Atleta        | Evento                      | Tempo    | Posizione | Tempo           | Posizione       | Tempo           | Posizione       |
| ------------- | --------------------------- | -------- | --------- | --------------- | --------------- | --------------- | --------------- |
| Amro Al-Wir   | 100 m rana maschili         | 1'02"17  | 41º       | Non qualificato | Non qualificato | Non qualificato | Non qualificato |
| Amro Al-Wir   | 200 m rana maschili         | 2'12"61  | 26º       | Non qualificato | Non qualificato | Non qualificato | Non qualificato |
| Talita Baqlah | 50 m stile libero femminili | 26"49    | =45ª      | Non qualificata | Non qualificata | Non qualificata | Non qualificata |

### Pugilato
| Atleta           | Evento                     | 16-esimi             | Ottavi               | Quarti               | Semifinali           | Finale               | Pos.            |
| Atleta           | Evento                     | Avversario Punteggio | Avversario Punteggio | Avversario Punteggio | Avversario Punteggio | Avversario Punteggio | Pos.            |
| ---------------- | -------------------------- | -------------------- | -------------------- | -------------------- | -------------------- | -------------------- | --------------- |
| Mohammad Al-Wadi | Pesi piuma maschile        | Ávila P 0-5          | Non qualificato      | Non qualificato      | Non qualificato      | Non qualificato      | Non qualificato |
| Obada Al-Kasbeh  | Pesi leggeri maschile      | Asanau P 0–5         | Non qualificato      | Non qualificato      | Non qualificato      | Non qualificato      | Non qualificato |
| Zeyad Ishaish    | Pesi welter maschile       | Bye                  | Clair P 2-3          | Non qualificato      | Non qualificato      | Non qualificato      | Non qualificato |
| Odai Al-Hindawi  | Pesi mediomassimi maschile | Plantić P 2-3        | Non qualificato      | Non qualificato      | Non qualificato      | Non qualificato      | Non qualificato |
| Hussein Ishaish  | Pesi massimi maschile      | Bye                  | Castillo V 4-0       | Teixeira P 1-4       | Non qualificato      | Non qualificato      | Non qualificato |

### Taekwondo
| Atleta             | Evento          | Qualificazioni       | Ottavi               | Quarti               | Semifinali           | Ripescaggio          | Finale / FB          | Pos.            |
| Atleta             | Evento          | Avversario Punteggio | Avversario Punteggio | Avversario Punteggio | Avversario Punteggio | Avversario Punteggio | Avversario Punteggio | Pos.            |
| ------------------ | --------------- | -------------------- | -------------------- | -------------------- | -------------------- | -------------------- | -------------------- | --------------- |
| Saleh El-Sharabaty | 80 kg maschile  | N.D.                 | Ordemann V 5-4       | Mahboubi V 17-15     | Rafalovich V 13-11   | Bye                  | Khramtsov P 9-20     |                 |
| Julyana Al-Sadeq   | 67 kg femminile | N.D.                 | Titoneli V 9-9PP     | Non qualificata      | Non qualificata      | Non qualificata      | Non qualificata      | Non qualificata |

### Tiro a segno/volo
| Atleta         | Evento                                | Qualificazione | Qualificazione | Finale          | Finale          |
| Atleta         | Evento                                | Punteggio      | Classifica     | Punteggio       | Classifica      |
| -------------- | ------------------------------------- | -------------- | -------------- | --------------- | --------------- |
| Asma Abu Rabee | Pistola 10 m aria compressa femminile | 559            | 44ª            | Non qualificata | Non qualificata |